# 温特苏斯
温特苏斯（法語：Wintershouse，发音：[vintəʁsuz]；德语：Wintershausen）是法国下莱茵省的一个市镇，属于阿格诺-维桑堡区（Haguenau-Wissembourg）和阿格诺县（Haguenau）。该市镇总面积3.66平方公里，2009年时的人口为860人。

## 人口
温特苏斯人口变化图示